# Bombardeo de los cuarteles militares de Makíivka
El bombardeo de los cuarteles militares de Makéyevka ocurrió entre el 31 de diciembre de 2022 y el 1 de enero de 2023, cuando el ejército ucraniano destruyó el edificio de la escuela vocacional en Makéyevka, en el que se movilizaron soldados rusos.

## Bombardeo
Los hombres movilizados del óblast de Sarátov estaban muy densamente poblados en el edificio de la escuela vocacional (PTU) No. 19 en la calle Kremlevskaya No. 48, con pilas de municiones en el sótano debajo de ellos. Las fuerzas ucranianas realizaron tres ataques con M142 HIMARS a las 23:57, 23:59 y 00:00 horas. El bombardeo comenzó a detonar la munición rusa almacenada debajo.

## Bajas
Entre 400 y 500 muertos, y 300 heridos fueron reportados por el Ejército de Ucrania, además de algunos canales prorrusos en Telegram. Una fuente anónima cercana al liderazgo del óblast de Donetsk instalado por Rusia solo confirmó a Reuters "docenas" de muertos, calificando los informes de un número de muertos por encima de 100 "exageradas".
El 2 de enero, Rusia reconoció que 63 soldados habían muerto en el ataque, pero dos días después actualizó la cifra a 89 muertos. Se informó de que el subcomandante del regimiento, el teniente coronel Bachurin, se encontraba entre los muertos.
El 11 de enero, el Departamento Principal de Inteligencia del Ministerio de Defensa de Ucrania hizo pública una llamada telefónica interceptada entre una "ocupante" rusa y su marido. En la llamada, la mujer le dijo a su marido que un soldado "dijo que 610 personas murieron en Makéyevka".

## Reacciones
Los corresponsales militares rusos criticaron el despliegue de tantos soldados en un edificio inseguro. Un funcionario de la administración del óblast de Donetsk controlada por Rusia, Daniil Bezsonov, pidió que se "castigara" a los militares responsables de la colocación de un gran número de tropas en este cuartel.
En represalia, el 3 de enero, las fuerzas rusas bombardearon una pista de hielo en Druzhkivka, donde supuestamente se alojaba personal militar ucraniano. El Ministerio de Defensa de Rusia afirmó que en el ataque murieron hasta 200 soldados ucranianos y se destruyeron cuatro lanzaderas HIMARS. Según las autoridades ucranianas, dos personas resultaron heridas en el ataque a Druzhkivka.
El 8 de enero, las fuerzas rusas bombardearon con misiles una posición en Kramatorsk. El Ministerio de Defensa de Rusia afirmó que en el ataque murieron más de 600 soldados ucranianos, y que el ataque era "una operación de venganza". Sin embargo, un periodista finlandés y un equipo de periodistas de Reuters que visitaron la zona, informaron que no habia rastro de victimas.